# Cycloderma
Cycloderma és un gènere de tortugues de la família dels Trionychidae, pròpies de l'Àfrica subsahariana.

## Taxonomia
Conté les següents espècies:
- Cycloderma aubryi (Duméril, 1856)
- Cycloderma frenatum (Peters, 1854)